# Podarunek Cezara
Podarunek Cezara (fr. Le Cadeau de César) – dwudziesty pierwszy tom o przygodach Gala Asteriksa. Jego autorami są René Goscinny (scenariusz) i Albert Uderzo (rysunki).
Komiks po raz pierwszy wydano w 1974 r. Pierwsze polskie tłumaczenie pochodzi z 1994 r.

## Fabuła
Juliusz Cezar bierze udział w ceremonii zwolnienia legionistów ze służby (honesta missio) i nadania im ziemi. Jeden z uczestników, wiecznie pijany Romeomontekus, obraża Cezara. Władca rewanżuje mu się szczególnym podarunkiem: działką ziemi, na której znajduje się wioska nieugiętych Galów.
Były legionista nie cieszy się długo swoim darem. W oberży w Arausio płaci tytułem własności za posiłek i wino. Właściciel oberży, Gal Ortopediks, decyduje się przenieść do wioski wraz z żoną Anginą i córką Zazą.
Cała trójka na miejscu dowiaduje się, że wioska jest zamieszkała, a Galowie nie zamierzają honorować tytułu własności. W porozumieniu z wodzem wioski, Asparanoiksem, rodzina Ortopediksa zostaje w osadzie i otwiera oberżę. Wkrótce jednak Ortopediks, za namową Anginy, decyduje się rzucić wyzwanie Asparanoiksowi; chce zastąpić go jako wodza osady.

## Nawiązania
- oberżysta Ortopediks jest karykaturą francuskiego aktora Andre Alerme’ego[6],
- wybory w osadzie, mające na celu wybranie nowego wodza, są nawiązaniem do wyborów prezydenckich we Francji z 1974 r.[1]